# 三里乡 (进贤县)
三里乡，是中华人民共和国江西省南昌市进贤县下辖的一个乡镇级行政单位。

## 行政区划
三里乡下辖以下地区：
军山湖社区、三里村、丰富村、曹门村、雷家村、前进村、东岸村、繁荣村、黄家村、爱国村、光辉村、新和村、石岗村、新强村、金红村、倪坊村、新乐村和滨山村。